# 福島県道67号中野須賀川線
福島県道67号中野須賀川線（ふくしまけんどう67ごう なかのすかがわせん）は、福島県郡山市から須賀川市に至る県道（主要地方道）である。

## 概要

### 路線データ
- 起点：郡山市湖南町中野字飯ケ森
- 終点：須賀川市一里坦（国道4号交点 一里坦交差点）
- 総延長：30.217km[1]
  - 実延長：29.729km

## 歴史
- 1993年（平成5年）5月11日 - 建設省から、県道中野須賀川線が中野須賀川線として主要地方道に指定される[2]。福島県によって現在の路線名が認定される[3]。

## 路線状況

### バイパス
袋田バイパス（須賀川市）
- 起点…須賀川市袋田字大橋
- 終点…須賀川市袋田字守子
- 全長…1.1km
- 幅員…9.25m（車道部6.0m）

袋田地区中心部は幹線道路であるにもかかわらず車両のすれ違いができない狭隘区間と屈曲部が続き円滑な交通の支障となっており、通学路でありながら歩道もなく児童の通学に事故の危険があったことから集落を迂回するバイパスが2010年度より事業化され、2013年7月31日に開通した。

### 重複区間
- 国道118号（岩瀬郡鏡石町蒲之沢町～須賀川市一里坦（終点））

### 冬期閉鎖区間
- 郡山市湖南町中野字飯ヶ森 - 須賀川市梅田字牛佛（諏訪峠区間、11.9km）[5]

### 道路施設
今田橋
今田橋側道橋
- 全長：30.1m
- 幅員：2.0m
- 竣工：1986年

須賀川市今泉字堀ノ内から柱田字横耕内に至り、一級水系阿武隈川水系滑川を渡る。上り線側に人道橋が架設されている。
新山橋
- 全長：38.3m
- 幅員：8.0m
- 竣工：1973年[7]

新山橋側道橋
- 全長：38.0m
- 幅員：2.0m
- 形式：単純鋼I桁橋
- 竣工：2009年度

須賀川市西川字長坦・字隠久保から西川字西田・日向町に跨り東北自動車道を渡る。須賀川市立西袋第一小学校の通学路ながら歩道が設置されていなかったため、地方特定道路整備事業として下り線側に側道人道橋が設置された。人道橋の総工費は5500万円。
影沼橋
- 全長：87.9m
- 幅員：8.8m×2
- 竣工：1972年 / 1982年（上り/下り）[6]

須賀川市牛袋町から影沼町、堀底町に至り、一級水系阿武隈川水系釈迦堂川を渡る。橋上は片側2車線にて供用されている。

## 地理

### 通過する自治体
- 郡山市
- 須賀川市
- 岩瀬郡鏡石町
- 須賀川市

### 交差する道路
- 郡山市

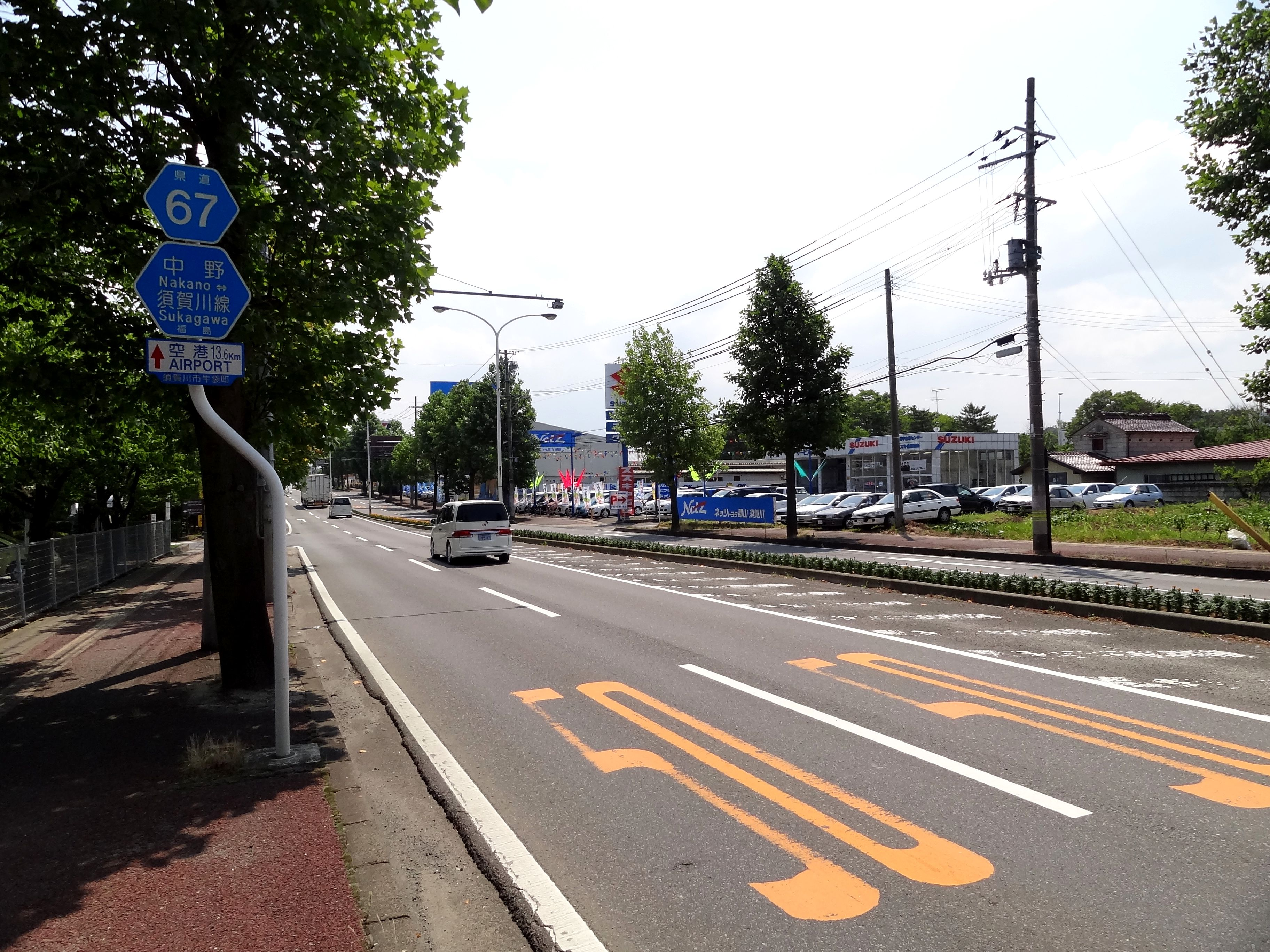
須賀川市牛袋町付近

  - 福島県道6号郡山湖南線（湖南町中野字飯ケ森 起点）
- 須賀川市
  - 福島県道29号長沼喜久田線（梅田字古手宮）
  - 福島県道55号郡山矢吹線（矢沢字明池）
  - 福島県道294号三穂田須賀川線（吉美根字土橋）
  - 東北自動車道（牛袋町（須賀川IC））
  - 福島県道63号古殿須賀川線（須賀川市堀底町）
- 岩瀬郡鏡石町
  - 国道118号松塚バイパス 会津若松市方面（蒲之沢町）
- 須賀川市
  - 国道4号須賀川バイパス・国道118号 水戸市方面（一里坦（一里坦交差点） 終点）

### 沿線にある施設など
- 須賀川市役所岩瀬支所
- 岩瀬図書館
- 岩瀬公民館
- 岩瀬商工会館
- 須賀川市立西袋中学校
- 須賀川市立西袋第一小学校
- 須賀川アリーナ
- 須賀川市文化センター
- 総合南東北病院附属 須賀川診療所